# Godkowice
Godkowice – przysiółek wsi Biechów w Polsce położony w województwie opolskim, w powiecie nyskim, w gminie Pakosławice.

## Nazwa
W księdze łacińskiej Liber fundationis episcopatus Vratislaviensis (pol. Księga uposażeń biskupstwa wrocławskiego) spisanej za czasów biskupa Henryka z Wierzbna w latach 1295–1305 miejscowość wymieniona jest w zlatynizowanej formie Godcovitz oraz Godcowitz w szeregu wsi lokowanych na prawie polskim iure polonico.